# Ellen Foley
Ellen Foley, född 5 juni 1951 i St. Louis, Missouri, är en amerikansk sångerska och skådespelare.
Ellen Foley föddes i Saint Louis, dotter till John och Virginia B. Foley. Hon studerade vid Webster University i Webster Groves, Missouri. Ellen Foley är gift med Doug Bernstein sedan 29 april 1990, och paret har 2 barn.
Som sångerska blev hon först känd för duetten "Paradise by the Dashboard Light" med Meat Loaf från hans album Bat Out of Hell 1977. Efter det har hon släppt tre egna album, varav debuten Night Out från 1979 förmodligen är det mest minnesvärda. Hon var under en tid ihop med Mick Jones från the Clash som producerade hennes andra album Spirit of St. Louis. Foley sjöng också Clashlåten "Hitsville UK", på albumet Sandinista!, i duett med Jones. Jones skrev en låt om deras förhållande som heter "Should I Stay or Should I Go".
Hon var också en av medlemmarna i Pandora's Box, en grupp bildad 1989 av Jim Steinman, med vilken hon släppte albumet Original Sin.

## Diskografi
Soloalbum
- 1979 – Night Out
- 1981 – Spirit of St. Louis
- 1983 – Another Breath
- 1998 – The Very Best of Ellen Foley
- 2013 – About Time

Solosinglar
- "We Belong to the Night" / "Young Lust" (1979)
- "What's a Matter Baby" / "Hideaway" (1979)
- "Sad Song" / "Stupid Girl" (1980)
- "Stupid Girl" / "Young Lust" (1980)
- "The Shuttered Palace" / "Beautiful Waste of Time" (1981)
- "Torchlight" / "Game of a Man" (1981)
- "Torchlight" / "Le Palais" (1981)
- "Boys in the Attic" / "Beat of a Broken Heart" (1983)
- "Nightline (Single Version)" / "Beat of a Broken Heart" (1983)
- "Nightline (Dance Mix - Long Version)" / "Nightline (Dance Mix - Short Version)" / "Nightline (Dub)" (12" Maxi-Singel)
- "Heaven Can Wait" (2015)

Album med Meat Loaf
- 1977 – Bat Out of Hell

Album med Pandora's Box
- 1989 – Original Sin

## Filmografi (urval)
- 1979 – Hair [1]
- 1982 – Tootsie
- 1983 – The King of Comedy
- 1984–1985 – Rätt i natten (TV-serie) (19 avsnitt)
- 1987 – Farlig förbindelse
- 1988 – Cocktail
- 1988 – Gift med maffian (eng. Married to the Mob)
- 2015 – Lies I Told My Little Sister
- 2016 – No Pay, Nudity